# Charles Houchin
Charles "Charlie" Gipson Houchin (ur. 3 listopada 1987 w Lake Forest) – amerykański pływak, specjalizujący się głównie w stylu dowolnym.
Mistrz olimpijski z Londynu (2012) w sztafecie 4 x 200 m stylem dowolnym. Wicemistrz świata na krótkim basenie z Dubaju (2010) w tej samej sztafecie. Dwukrotny mistrz igrzysk panamerykańskich z Guadalajary (2011).